# Nabil Mbombo Njoya
Nfonrifoum Mbombo Njoya Mouhamed Nabil est le roi des Bamouns. Il est désigné le 10 octobre 2021, à l'âge de 28 ans, devenant ainsi le 20e monarque des Bamouns.

## Biographie

### Enfance, éducation et débuts
Nabil Mbombo Njoya est né le 9 août 1993. Fils ainé au trône de Ibrahim Mbombo Njoya, il fait ses études primaires et secondaires dans la ville de Foumban, avant d'aller à l'université de Yaoundé à Soa, puis est diplômé de l'Enam, et de la St Johns University en 2015 où son frère Faisal Oumarou, l'année précédente a aussi reçu son diplôme.

### Carrière
Administrateur civil, il a été chef de la division des affaires juridiques des services du Gouverneur de la région du Sud. Une fonction qui dépend du ministère de l'administration territoriale.

## Intronisation

### Vingtième roi de la dynastie Bamoun
Confirmé par le conseil des neuf notables, il quitte son poste dans l'administration publique à la suite de son intronisation. Il est 20e de la dynastie de Nchare Yen. Il est âgé de 28 ans quand il succède à son père Ibrahim Mbombo Njoya, mort le 27 septembre 2021, en tant que nouveau sultan et roi des Bamouns,.

### Tensions lors de la tournée de prise de contact à Magba
Des tensions ont éclaté lors de la visite de Roi des Bamoun dans le Village Magba II situé dans l'arrondissement de Magba, Département du Noun, Région de l'Ouest. Cette visite s'inscrivait dans le cadre de la tournée de prise de contact du nouveau monarque dans le territoire du Noun dont il est le plus grand chef traditionnel. En effet, pendant son mot de bienvenue, le Chef de village a appelé avec insistance le Roi des Bamoun "son fils" ce qui a provoqué le courroux de la garde royale qui l'a immédiatement interpellé et rappelé à l'ordre. Si l'on peut déplorer la violence avec laquelle il a été interpellé, il faut rappeler que ce dernier n'est ni le Roi Tikar, ni son représentant. Ce dernier était visiblement dans une logique de provocation, pourtant ayant été intronisé par le feu Sultan, Ibrahim Mbombo Njoya, père de l'actuel dont il a entrepris de défier publiquement.